# Saint-Vincent-de-Cosse
Pour les articles homonymes, voir Saint-Vincent.
Saint-Vincent-de-Cosse est une commune française située dans le département de la Dordogne, en région Nouvelle-Aquitaine.
S'étendant sur une superficie de 7,19 km2, la commune représente la partie la plus naturellement préservée de la communauté de communes Sarlat-Périgord noir, organisée autour du pôle urbain de Sarlat-la-Canéda. Le village est situé au cœur du Périgord noir, proche des sites de Lascaux et des Eyzies, ainsi qu'à proximité de Beynac dont dépendait le village au Moyen Âge. Le village est également situé non loin de La Roque-Gageac, ainsi que des châteaux des Milandes, de Castelnaud et de Fayrac, sur la rive opposée de la Dordogne.

## Géographie

### Localisation
Dans le quart sud-est du département de la Dordogne, en Périgord noir, la commune de Saint-Vincent-de-Cosse est bordée au sud par la Dordogne. C'est une commune rurale qui fait partie de l'aire d'attraction de Sarlat-la-Canéda.
Au nord de la route départementale (RD) 703, le bourg de Saint-Vincent-de-Cosse se situe, en distances orthodromiques, sept kilomètres au sud-est de Saint-Cyprien et dix kilomètres au sud-ouest de Sarlat-la-Canéda.
Le territoire communal est traversé par la ligne ferroviaire Le Buisson - Sarlat dont la gare la plus proche est celle de Saint-Cyprien.

### Communes limitrophes
Saint-Vincent-de-Cosse est limitrophe de quatre autres communes. Au sud, son territoire est distant d'environ 280 mètres de celui de Veyrines-de-Domme.
| Castels et Bézenac |                        | Beynac-et-Cazenac      |
|                    | Saint-Vincent-de-Cosse |                        |
| Allas-les-Mines    |                        | Castelnaud-la-Chapelle |

### Géologie et relief

#### Géologie
Situé sur la plaque nord du Bassin aquitain et bordé à son extrémité nord-est par une frange du Massif central, le département de la Dordogne présente une grande diversité géologique. Les terrains sont disposés en profondeur en strates régulières, témoins d'une sédimentation sur cette ancienne plate-forme marine. Le département peut ainsi être découpé sur le plan géologique en quatre gradins différenciés selon leur âge géologique. Saint-Vincent-de-Cosse est située dans le troisième gradin à partir du nord-est, un plateau formé de calcaires hétérogènes du Crétacé.
Les couches affleurantes sur le territoire communal sont constituées de formations superficielles du Quaternaire datant du Cénozoïque, de roches sédimentaires du Mésozoïque. La formation la plus ancienne, notée c2b, date du Turonien inférieur à moyen, composée de calcaire graveleux, puis calcaires crayeux bioclastiques à rudistes passant latéralement à des calcarénites. La formation la plus récente, notée Fy3-z, fait partie des formations superficielles de type alluvions subactuelles à actuelles. Le descriptif de ces couches est détaillé dans  la feuille « no 808 - Sarlat-la-Canéda » de la carte géologique au 1/50 000 de la France métropolitaine, et sa notice associée.

Carte géologique de Saint-Vincent-de-Cosse.

#### Relief et paysages

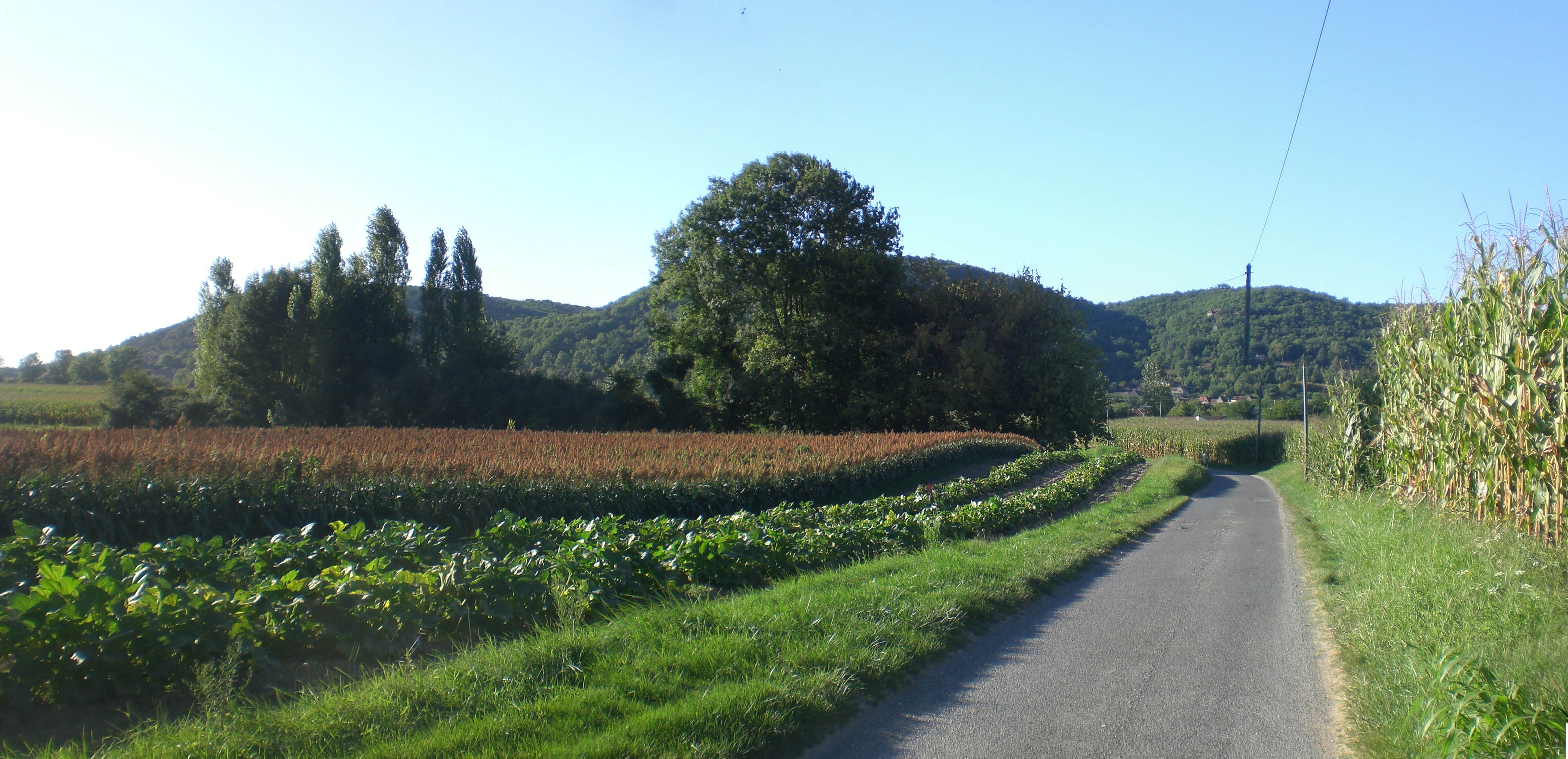
La plaine de Saint-Vincent-de-Cosse, au niveau du secteur du Port d'Envaux.

Le département de la Dordogne se présente comme un vaste plateau incliné du nord-est (491 m, à la forêt de Vieillecour dans le Nontronnais, à Saint-Pierre-de-Frugie) au sud-ouest (2 m à Lamothe-Montravel). L'altitude du territoire communal varie entre 59 mètres près du lieu-dit Coustaty, là où la Dordogne quitte le territoire communal en limites d'Allas-les-Mines et de Bézenac, et 265 mètres au nord-ouest, en limite de Bézenac, près de Malegat.
Dans le cadre de la Convention européenne du paysage entrée en vigueur en France le 1er juillet 2006, renforcée par la loi du 8 août 2016 pour la reconquête de la biodiversité, de la nature et des paysages, un atlas des paysages de la Dordogne a été élaboré sous maîtrise d’ouvrage de l’État et publié en octobre 2020. Les paysages du département s'organisent en huit unités paysagères,. La commune fait partie du Périgord noir, un paysage vallonné et forestier, qui ne s’ouvre que ponctuellement autour de vallées-couloirs et d’une multitude de clairières de toutes tailles. Il s'étend du nord de la Vézère au sud de la Dordogne (en amont de Lalinde) et est riche d’un patrimoine exceptionnel.
Le sol de la commune est fertile, pierreux, calcaire et argilo-calcaire. Il comporte deux zones principales : au nord, des coteaux calcaires datant du Jurassique, et au sud la plaine alluviale de la Dordogne avec des sables, argiles ou graviers holocènes.
La tradition paysanne et agricole occupe une place importante dans cette plaine de riches cultures et d'alluvions : blé, vigne, prairies naturelles, genévriers, friches, champs de maïs, de blé, de seigle et de froment, champignons dont des truffes, pommiers, cerisiers, pruniers, noyers, etc. et une multitude d'animaux : bovins, ovins, porcs, ânes, chevaux.
La plupart des terres sont surélevées, à l'abri des crues. Dans la partie haute du bourg se trouvent des bois touffus de chênaies et de châtaigneraies, des cyprès isolés et des amandiers.
La superficie cadastrale de la commune publiée par l'Insee, qui sert de référence dans toutes les statistiques, est de 7,19 km2,,. La superficie géographique, issue de la BD Topo, composante du Référentiel à grande échelle produit par l'IGN, est quant à elle de 7,3 km2.

### Voies de communication et transports
Longeant la Dordogne, la plus importante voie de communication est la route départementale 703, qui relie Bretenoux, dans le Lot et Port-de-Couze, à Lalinde.

### Hydrographie

#### Réseau hydrographique
La commune est située dans le bassin de la Dordogne au sein du Bassin Adour-Garonne. Elle est drainée par la Dordogne, le Béringot, le ruisseau du Brudou et un petit cours d'eau, qui constituent un réseau hydrographique de 9 km de longueur totale,.
La Dordogne, d'une longueur totale de 483,1 km, prend naissance sur les flancs du puy de Sancy (1 885 m), dans la chaîne des monts Dore, traverse six départements dont la Dordogne dans sa partie sud, et conflue avec la Garonne à Bayon-sur-Gironde, pour former l'estuaire de la Gironde,. Elle borde la commune au sud sur cinq kilomètres, face à Beynac-et-Cazenac, Castelnaud-la-Chapelle et Allas-les-Mines.
Deux affluents de rive droite de la Dordogne arrosent le territoire communal à l'est : le Béringot sur plus d'un kilomètre et demi et le ruisseau du Brudou sur environ 700 mètres dont 300 en limite de Beynac-et-Cazenac.
Au centre du bourg siège la source d'Ayguevive et sa fontaine, autrefois nommée « la Doux ».

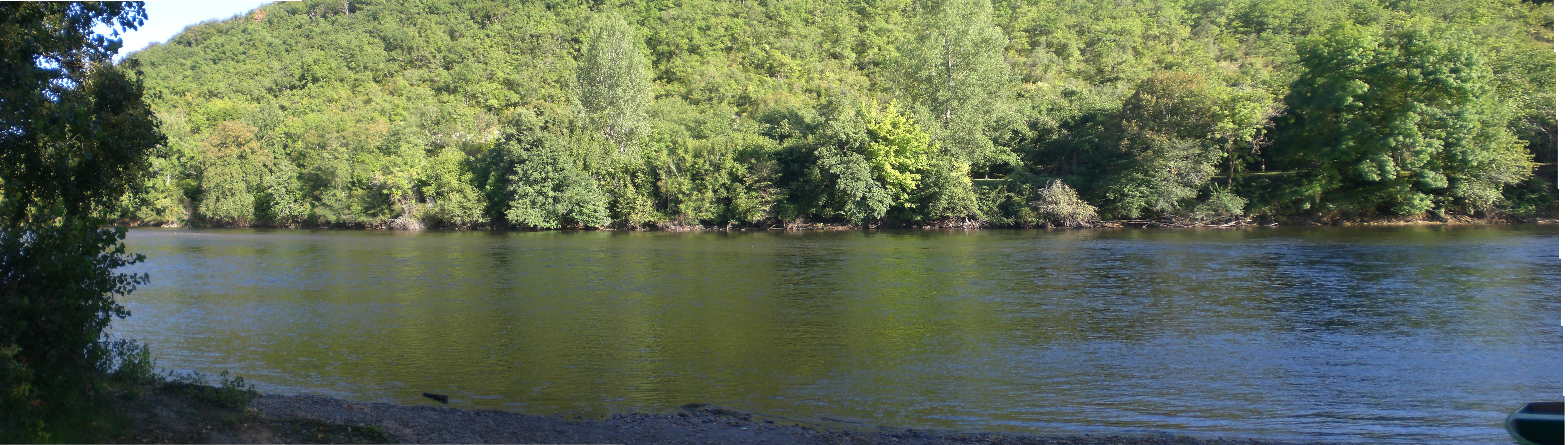
La Dordogne au niveau de Port d'Envaux ; la rive en face est située sur la commune de Castelnaud-la-Chapelle.
Réseaux hydrographique et routier de Saint-Vincent-de-Cosse.

#### Gestion et qualité des eaux
Le territoire communal est couvert par le schéma d'aménagement et de gestion des eaux (SAGE) « Dordogne amont ». Ce document de planification, dont le territoire s'étend des sources de la Dordogne jusqu'à la confluence de la Vézère à Limeuil, d'une superficie de 9 700 km2 est en cours d'élaboration. La structure porteuse de l'élaboration et de la mise en œuvre est l'établissement public territorial de bassin de la Dordogne (EPIDOR). Il définit sur son territoire les objectifs généraux d’utilisation, de mise en valeur et de protection quantitative et qualitative des ressources en eau superficielle et souterraine, en respect des objectifs de qualité définis dans le troisième SDAGE  du Bassin Adour-Garonne qui couvre la période 2022-2027, approuvé le 10 mars 2022.
La qualité des eaux de baignade et des cours d’eau peut être consultée sur un site dédié géré par les agences de l’eau et l’Agence française pour la biodiversité.

### Climat
Pour des articles plus généraux, voir Climat de la Nouvelle-Aquitaine et Climat de la Dordogne.
Historiquement, la commune est exposée à un climat océanique aquitain.  
En 2020, Météo-France publie une typologie des climats de la France métropolitaine dans laquelle la commune est exposée à un climat océanique altéré et est dans la région climatique  Aquitaine, Gascogne, caractérisée par une pluviométrie abondante au printemps, modérée en automne, un faible ensoleillement au printemps, un été chaud (19,5 °C), des vents faibles, des brouillards fréquents en automne et en hiver et des orages fréquents en été (15 à 20 jours).
Pour la période 1971-2000, la température annuelle moyenne est de 12,5 °C, avec  une amplitude thermique annuelle de 15,6 °C. Le cumul annuel moyen de précipitations est de 940 mm, avec 12,1 jours de précipitations en janvier et 6,9 jours en juillet. Pour la période 1991-2020, la température moyenne annuelle observée sur la station météorologique la plus proche, située sur la commune de Pays de Belvès à 11 km à vol d'oiseau, est de 13,0 °C et le cumul annuel moyen de précipitations est de 888,2 mm,. Pour l'avenir, les paramètres climatiques de la commune estimés pour 2050 selon différents scénarios d’émission de gaz à effet de serre sont consultables sur un site dédié publié par Météo-France en novembre 2022.

### Milieux naturels et biodiversité

#### Natura 2000
La Dordogne est un site du réseau Natura 2000 limité aux départements de la Dordogne et de la Gironde, et qui concerne les 103 communes riveraines de la Dordogne, dont Saint-Vincent-de-Cosse,. Seize espèces animales et une espèce végétale inscrites à l'annexe II de la directive 92/43/CEE de l'Union européenne y ont été répertoriées.
La zone Coteaux calcaires de la vallée de la Dordogne, qui s'étend au total sur 3 686 hectares et est partagée avec vingt-quatre autres communes, fait également partie du réseau Natura 2000,. Deux espèces de chauves-souris inscrites à l'annexe II de la directive 92/43/CEE de l'Union européenne y ont été répertoriées : le Grand rhinolophe (Rhinolophus ferrumequinum) et le Petit rhinolophe (Rhinolophus hipposideros). Sur la commune, elle s'étend sur un peu plus de deux kilomètres carrés et correspond aux coteaux situés au nord de la route départementale 703, en trois sites séparés.

#### ZNIEFF
Saint-Vincent-de-Cosse fait partie des 102 communes concernées par la zone naturelle d'intérêt écologique, faunistique et floristique (ZNIEFF) de type II « La Dordogne »,, dans laquelle ont été répertoriées huit espèces animales déterminantes et cinquante-sept espèces végétales déterminantes, ainsi que quarante-trois autres espèces animales et trente-neuf autres espèces végétales.

## Urbanisme

### Typologie
Au 1er janvier 2024, Saint-Vincent-de-Cosse est catégorisée commune rurale à habitat dispersé, selon la nouvelle grille communale de densité à 7 niveaux définie par l'Insee en 2022.
Elle est située hors unité urbaine. Par ailleurs la commune fait partie de l'aire d'attraction de Sarlat-la-Canéda, dont elle est une commune de la couronne,. Cette aire, qui regroupe 45 communes, est catégorisée dans les aires de moins de 50 000 habitants,.

### Occupation des sols
L'occupation des sols de la commune, telle qu'elle ressort de la base de données européenne d’occupation biophysique des sols Corine Land Cover (CLC), est marquée par l'importance des territoires agricoles (59,1 % en 2018), en diminution par rapport à 1990 (62,3 %). La répartition détaillée en 2018 est la suivante : 
forêts (32,5 %), terres arables (30,9 %), zones agricoles hétérogènes (19 %), cultures permanentes (9,1 %), eaux continentales (4,8 %), zones urbanisées (3,6 %). L'évolution de l’occupation des sols de la commune et de ses infrastructures peut être observée sur les différentes représentations cartographiques du territoire : la carte de Cassini (XVIIIe siècle), la carte d'état-major (1820-1866) et les cartes ou photos aériennes de l'IGN pour la période actuelle (1950 à aujourd'hui).

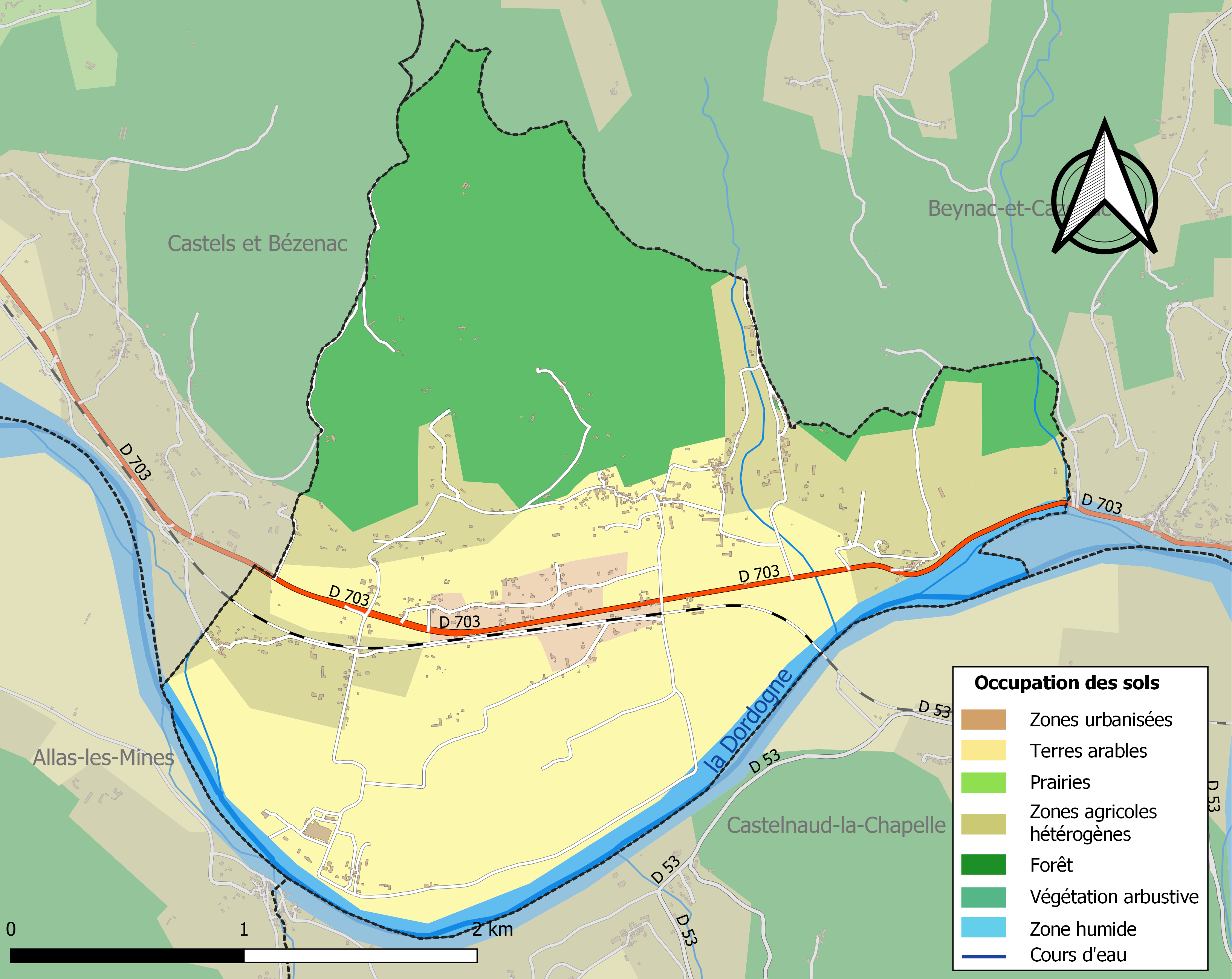
Carte des infrastructures et de l'occupation des sols de la commune en 2018 (CLC).

### Morphologie urbaine
Outre le bourg de Saint-Vincent-de-Cosse proprement dit, la commune se compose d'autres villages ou hameaux, ainsi que de lieux-dits :
- Beyssac
- Birat
- la Blanquie
- Bord
- la Boulmène
- le Brudou
- le Buy
- la Cayre
- la Chapelle
- Coustaty
- la Gare
- Garnazet
- Gaussen
- les Gravières
- Larrit
- Lasfargues
- Malegat
- Molières
- Monrecours
- les Nauves
- Panassou
- le Pech
- Port d'Envaux
- Ravaillac
- Roche
- Roudet
- le Sorbier
- le Tiradou
- la Vieille Église.

La commune est la moins urbanisée de la communauté de communes Sarlat-Périgord noir[réf. nécessaire] ; en 2012, sa densité d'occupation, 50 habitants par kilomètre carré, est faible.
Placé sous le patronage de saint Vincent, patron de la vigne, l'enjeu du village est en 2015 de multiplier les hectares de ceps de vignes qui déclinent depuis le XIXe siècle (de 110 ha en 1832 à 27 ha en 1964).

### Logement
En 2015, le nombre total de logements dans la commune était de 260, soit cinq de plus qu'en 1999.
Parmi ces logements, 64,2 % étaient des résidences principales, 28,0 % des résidences secondaires et 7,9 % des logements vacants. Ces logements étaient pour 95,1 % d'entre eux des maisons individuelles et pour 4,2 % des appartements.
La proportion des résidences principales propriétés de leurs occupants était de 80,5 %, en hausse par rapport à 2010 (77,4 %).

### Prévention des risques
Le territoire de la commune de Saint-Vincent-de-Cosse est vulnérable à différents aléas naturels : météorologiques (tempête, orage, neige, grand froid, canicule ou sécheresse), inondations, feux de forêts, mouvements de terrains et séisme (sismicité très faible). Il est également exposé à un risque technologique, la rupture d'un barrage. Un site publié par le BRGM permet d'évaluer simplement et rapidement les risques d'un bien localisé soit par son adresse soit par le numéro de sa parcelle.

#### Risques naturels
Certaines parties du territoire communal sont susceptibles d’être affectées par le risque d’inondation par débordement de cours d'eau, notamment la Dordogne. La commune a été reconnue en état de catastrophe naturelle au titre des dommages causés par les inondations et coulées de boue survenues en 1982, 1993, 1997 et 1999,. Le risque inondation est pris en compte dans l'aménagement du territoire de la commune par le biais du plan de prévention des risques inondation (PPRI) de la « vallée de la Dordogne amont »  approuvé le 15 avril 2011, pour les crues de la Dordogne,.
Saint-Vincent-de-Cosse est exposée au risque de feu de forêt. L’arrêté préfectoral du 14 mars 2013 fixe les conditions de pratique des incinérations et de brûlage dans un objectif de réduire le risque de départs d’incendie. À ce titre, des périodes sont déterminées : interdiction totale du 15 février au 15 mai et du 15 juin au 15 octobre, utilisation réglementée du 16 mai au 14 juin et du 16 octobre au 14 février. En septembre 2020, un plan inter-départemental de protection des forêts contre les incendies (PidPFCI) a été adopté pour la période 2019-2029,.

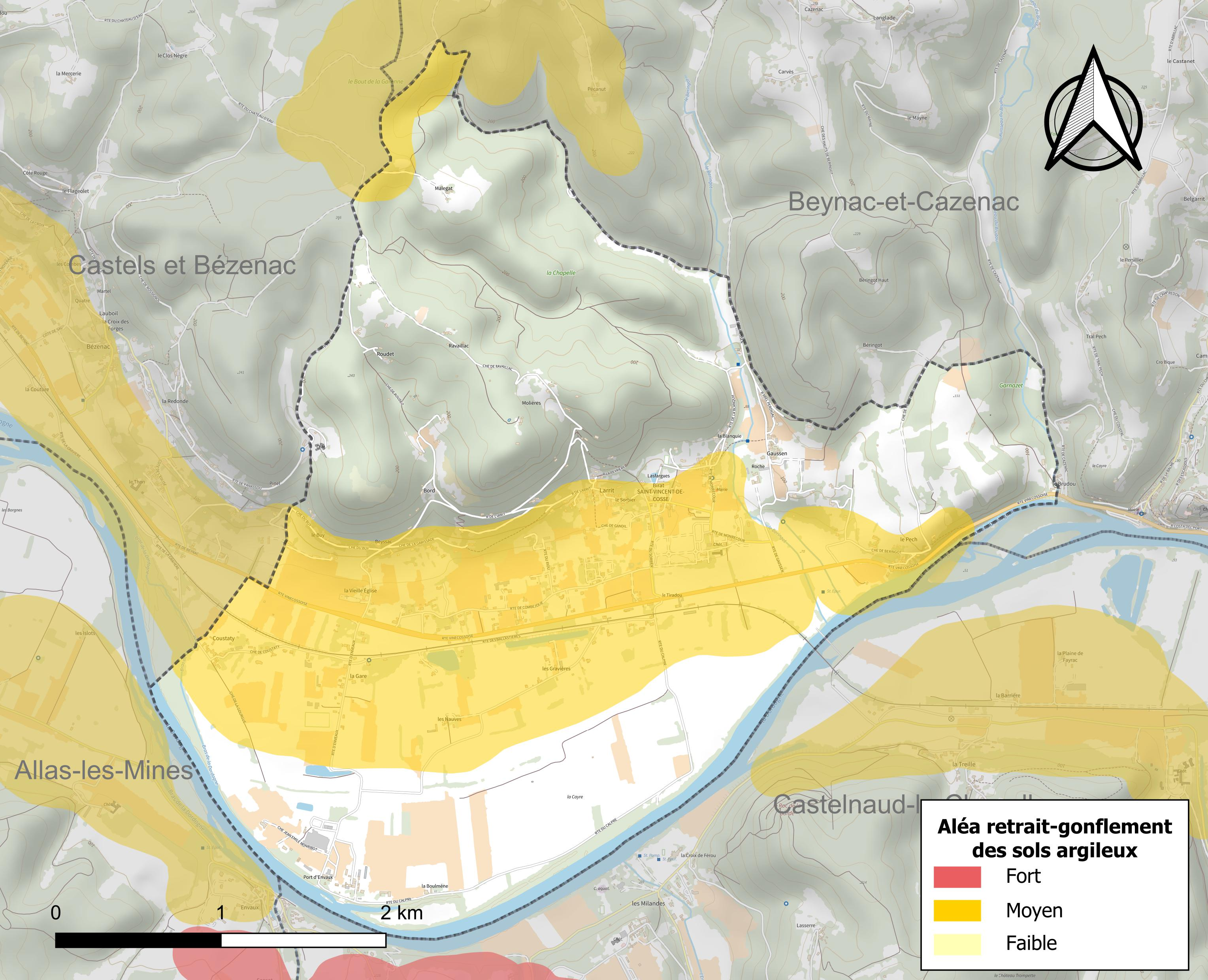
Carte des zones d'aléa retrait-gonflement des sols argileux de Saint-Vincent-de-Cosse.

Les mouvements de terrains susceptibles de se produire sur la commune sont des tassements différentiels. Le retrait-gonflement des sols argileux est susceptible d'engendrer des dommages importants aux bâtiments en cas d’alternance de périodes de sécheresse et de pluie. 36,1 % de la superficie communale est en aléa moyen ou fort (58,6 % au niveau départemental et 48,5 % au niveau national métropolitain). Depuis le 1er octobre 2020, en application de la loi ÉLAN, différentes contraintes s'imposent aux vendeurs, maîtres d'ouvrages ou constructeurs de biens situés dans une zone classée en aléa moyen ou fort,.
La commune a été reconnue en état de catastrophe naturelle au titre des dommages causés par la sécheresse en 1989 et par des mouvements de terrain en 1999.

#### Risque technologique
La commune est en outre située en aval du barrage de Bort-les-Orgues, un ouvrage de classe A situé dans le département de la Corrèze et faisant l'objet d'un PPI depuis 2009. À ce titre elle est susceptible d’être touchée par l’onde de submersion consécutive à la rupture de cet ouvrage.

## Toponymie
Le nom de la commune fait référence à saint Vincent, diacre espagnol martyrisé en l'an 304, saint patron des vignerons. La seconde partie du nom « Cosse » dérive de l'occitan còs latinisé en cossa et signifiant « hauteur », le lieu étant situé au pied du coteau en rive droite de la Dordogne.
La commune porta, au cours de la période révolutionnaire de la Convention nationale (1792-1795), le nom de Montagne-Regénérée.
En occitan, la commune porte le nom de Sent Vincenç de Còssa.

## Histoire
Le territoire communal a été occupé à l'époque gallo-romaine, comme le montrent les fouilles effectuées au lieu-dit Coustaty. La première mention écrite connue du lieu, datant de l'an 1365 sous la forme latine Sanctus Vincentius de Cossa, se réfère à l'église édifiée à l'époque romane. Plus récent, le château de Panassou, en limite de Bézenac, date de la Renaissance.

## Politique et administration

### Rattachements administratifs et électoraux
Dès 1790, la commune de Saint-Vincent-de-Cosse est rattachée au canton de Saint-Cyprien qui dépend du district de Sarlat jusqu'en 1795, date de suppression des districts. En 1801, ce canton dépend de l'arrondissement de Sarlat (qui devient en 1965 l'arrondissement de Sarlat-la-Canéda).
Dans le cadre de la réforme de 2014 définie par le décret du 21 février 2014, ce canton disparaît aux élections départementales de mars 2015. La commune est alors rattachée au canton de Sarlat-la-Canéda.

### Intercommunalité
Depuis 1997, la commune a adhéré à la communauté de communes du Périgord noir. Au 1er janvier 2011, cette dernière fusionne avec la communauté de communes du Sarladais. La nouvelle intercommunalité prend le nom de communauté de communes Sarlat-Périgord noir.

### Administration municipale
La population de la commune étant comprise entre 100 et 499 habitants au recensement de 2017, onze conseillers municipaux ont été élus en 2020,.

### Liste des maires
| Période                                  | Période        | Identité                 | Étiquette | Qualité                                    |
| ---------------------------------------- | -------------- | ------------------------ | --------- | ------------------------------------------ |
| Les données manquantes sont à compléter. |                |                          |           |                                            |
|                                          |                |                          |           |                                            |
| 1947                                     | 1959           | Christian Gérard Marquay |           |                                            |
|                                          |                |                          |           |                                            |
| mars 2001                                | mai 2022       | Jean-Marie Chaumel       | UMP       | Commercial                                 |
| mai 2022                                 | septembre 2022 | Antoine Devigne          |           | Premier adjoint faisant fonctions de maire |
| septembre 2022                           | En cours       | Antoine Devigne          |           | Directeur d'exploitation                   |

## Équipements et services publics

### Justice
En 2023, dans le domaine judiciaire, Saint-Vincent-de-Cosse relève : 
- du tribunal de proximité de Sarlat-la-Canéda ;
- du tribunal judiciaire, du tribunal pour enfants, du conseil de prud'hommes et du tribunal de commerce de Bergerac ;
- du pôle Nationalité du tribunal judiciaire de Périgueux (compétent uniquement dans le domaine de la nationalité) ;
- de la cour d'appel et de la  cour administrative d'appel de Bordeaux.

## Population et société

### Démographie
Les habitants de Saint-Vincent-de-Cosse se nomment les Vinecossois.
L'évolution du nombre d'habitants est connue à travers les recensements de la population effectués dans la commune depuis 1793. Pour les communes de moins de 10 000 habitants, une enquête de recensement portant sur toute la population est réalisée tous les cinq ans, les populations de référence des années intermédiaires étant quant à elles estimées par interpolation ou extrapolation. Pour la commune, le premier recensement exhaustif entrant dans le cadre du nouveau dispositif a été réalisé en 2006.

En 2022, la commune comptait 384 habitants, en évolution de +5,79 % par rapport à 2016 (Dordogne : +0,37 %, France hors Mayotte : +2,11 %).
| 1793 | 1800 | 1806 | 1821 | 1831 | 1836 | 1841 | 1846 | 1851 |
| ---- | ---- | ---- | ---- | ---- | ---- | ---- | ---- | ---- |
| 491  | 414  | 445  | 517  | 526  | 603  | 604  | 610  | 541  |

| 1856 | 1861 | 1866 | 1872 | 1876 | 1881 | 1886 | 1891 | 1896 |
| ---- | ---- | ---- | ---- | ---- | ---- | ---- | ---- | ---- |
| 583  | 581  | 588  | 586  | 572  | 597  | 611  | 585  | 541  |

| 1901 | 1906 | 1911 | 1921 | 1926 | 1931 | 1936 | 1946 | 1954 |
| ---- | ---- | ---- | ---- | ---- | ---- | ---- | ---- | ---- |
| 513  | 503  | 488  | 438  | 428  | 417  | 432  | 404  | 391  |

| 1962 | 1968 | 1975 | 1982 | 1990 | 1999 | 2006 | 2011 | 2016 |
| ---- | ---- | ---- | ---- | ---- | ---- | ---- | ---- | ---- |
| 360  | 319  | 278  | 314  | 302  | 351  | 371  | 357  | 363  |

| 2021 | 2022 | - | - | - | - | - | - | - |
| ---- | ---- | - | - | - | - | - | - | - |
| 376  | 384  | - | - | - | - | - | - | - |

## Économie

### Revenus de la population et fiscalité
En 2011, le revenu fiscal médian par ménage était de 23 311 €, ce qui plaçait Saint-Vincent-de-Cosse au 27 446e rang parmi les 31 886 communes de plus de 49 ménages en métropole.

### Emploi
En 2015, parmi la population communale comprise entre 15 et 64 ans, les actifs représentent 152 personnes, soit 42,5 % de la population municipale. Le nombre de chômeurs (21) a augmenté par rapport à 2010 (17) et le taux de chômage de cette population active s'établit à 13,6 %.

### Établissements et entreprises
Au 31 décembre 2015, la commune compte cinquante établissements, dont trente-huit au niveau des commerces, transports ou services, quatre relatifs au secteur administratif, à l'enseignement, à la santé ou à l'action sociale, quatre dans l'agriculture, la sylviculture ou la pêche, deux dans la construction, et deux dans l'industrie.
En 2017, trois entreprises ont été créées à Saint-Vincent-de-Cosse.

## Culture locale et patrimoine

### Lieux et monuments

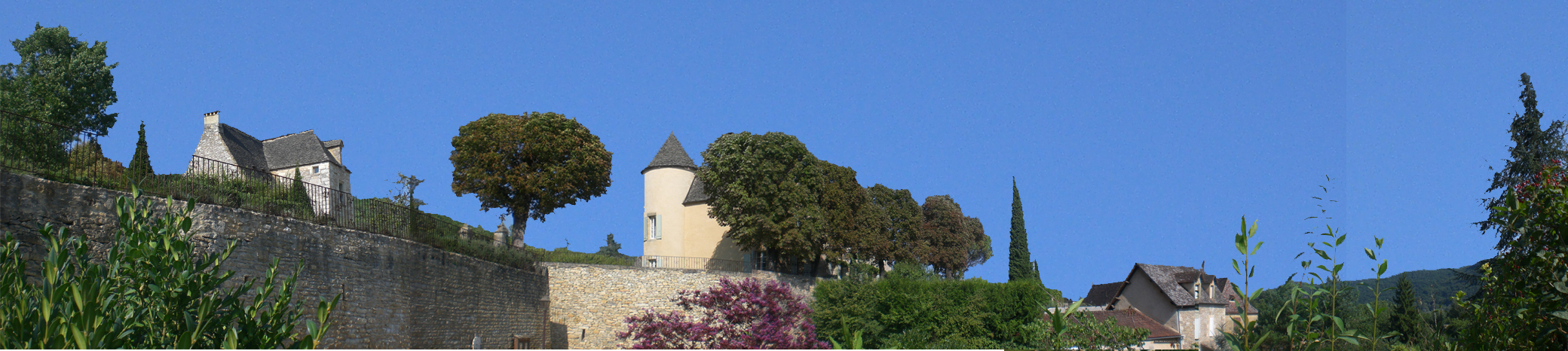
Panorama à partir du centre du village vers le château d'Ayguevive, en contrebas de la colline.

#### Monuments et objets historiques
La commune compte deux édifices répertoriés à l'inventaire des monuments historiques, et aucun objet n'y figure :
- l'église Saint-Vincent-le-Salvadou (également appelée « la Vieille Église »), datée du XIIe siècle, est inscrite en totalité depuis le 12 décembre 2013[76] ;
- le château de Panassou de style Renaissance[77], construit aux XVe et XVIe siècles, est inscrit depuis le 6 décembre 1948[78] ; il est principalement accessible depuis le bourg de Bézenac.

#### Autres lieux et monuments
Une église plus récente, également dédiée à saint Vincent, a été édifiée dans le bourg au XIXe siècle.
Entre le bourg et la RD 703, le château de Monrecour (ou de Monrecours) est une vaste demeure de style néo-Renaissance, transformée en hôtel.
La chartreuse d'Aiguevive (ou de Lagilardie), a été bâtie à côté du château d'Aiguevive, construit à l'époque médiévale.
Parmi les autres édifices de la commune figurent notablement le pigeonnier de Garnazet, la cabane en pierre sèche du Brudou, l'ancienne école (aujourd'hui fermée) bâtie en 1864 et la mairie construite en 1880.
Par ailleurs, les proches châteaux de Beynac et des Milandes sont visibles depuis le territoire communal.

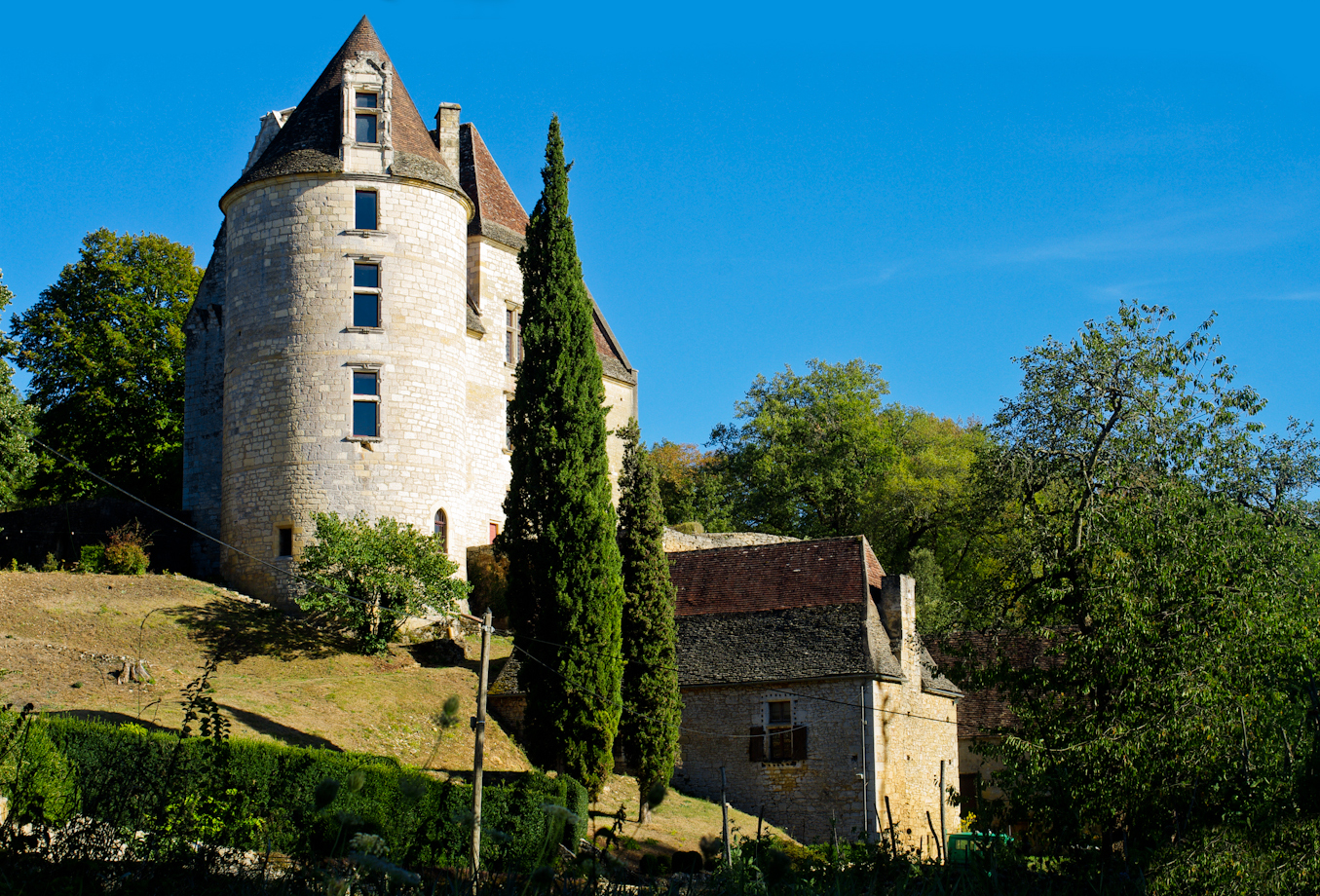
Le château de Panassou.
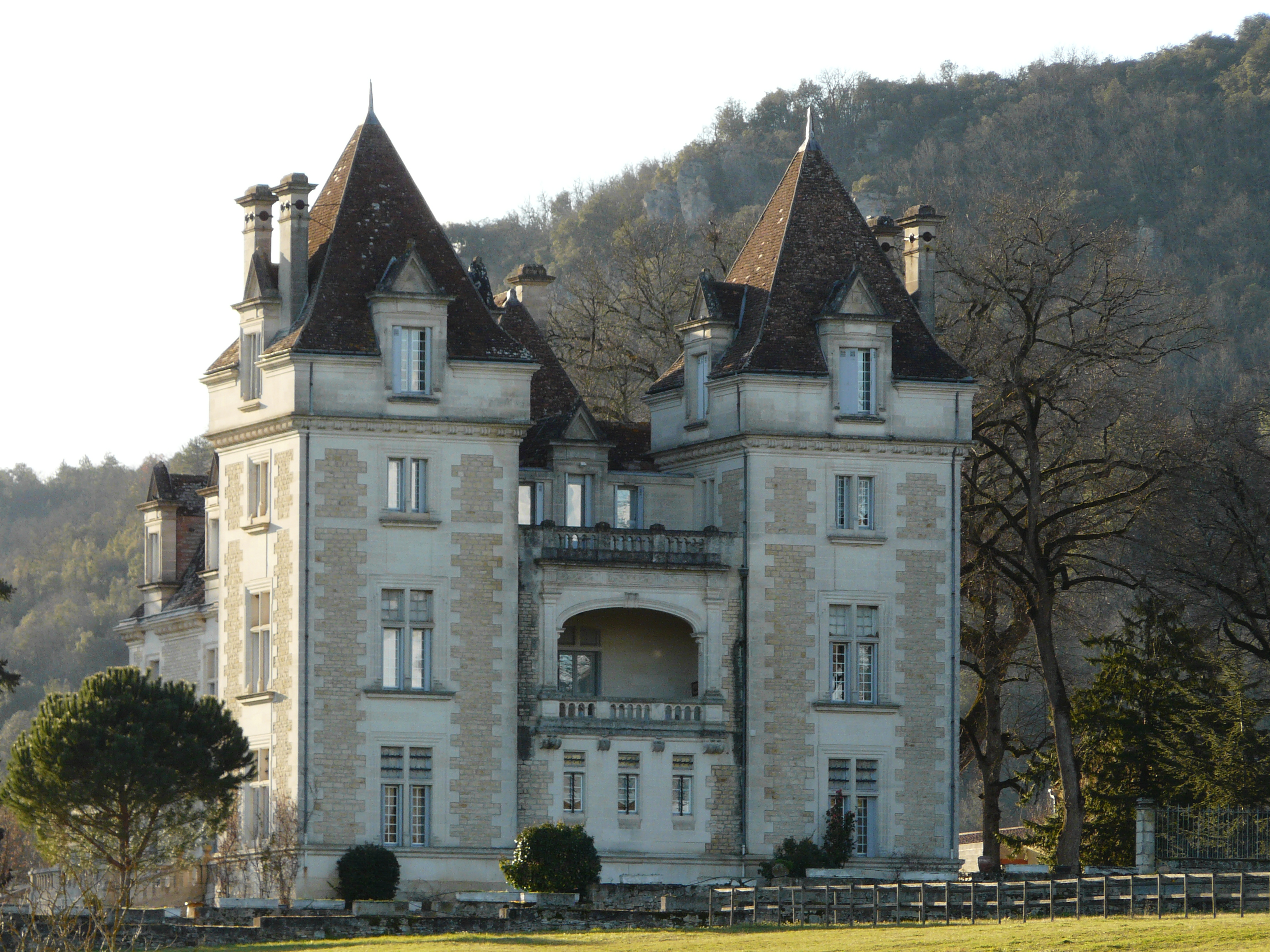
Le château de Monrecour.
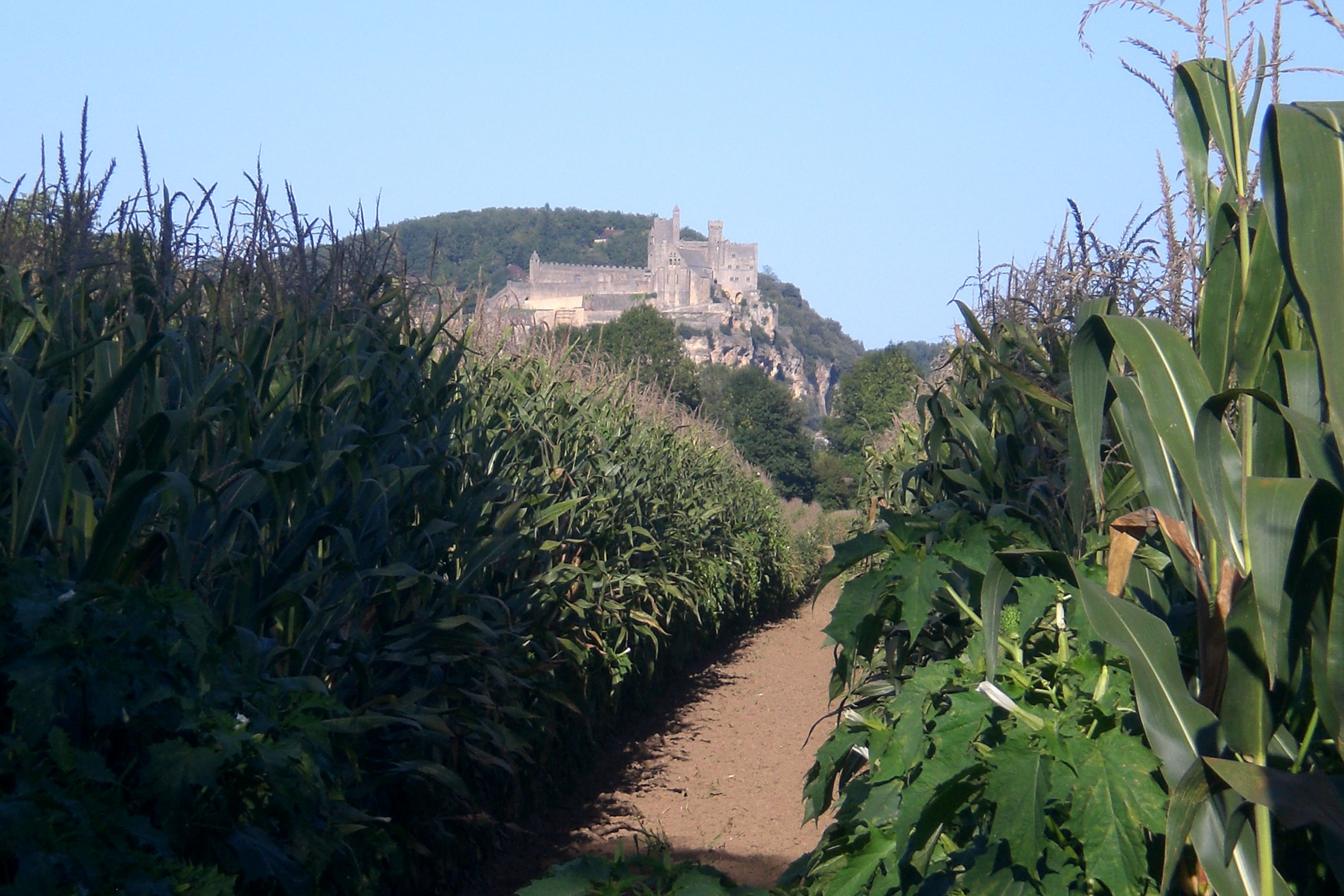
Le château de Beynac visible à travers les champs de maïs de Saint-Vincent-de-Cosse.
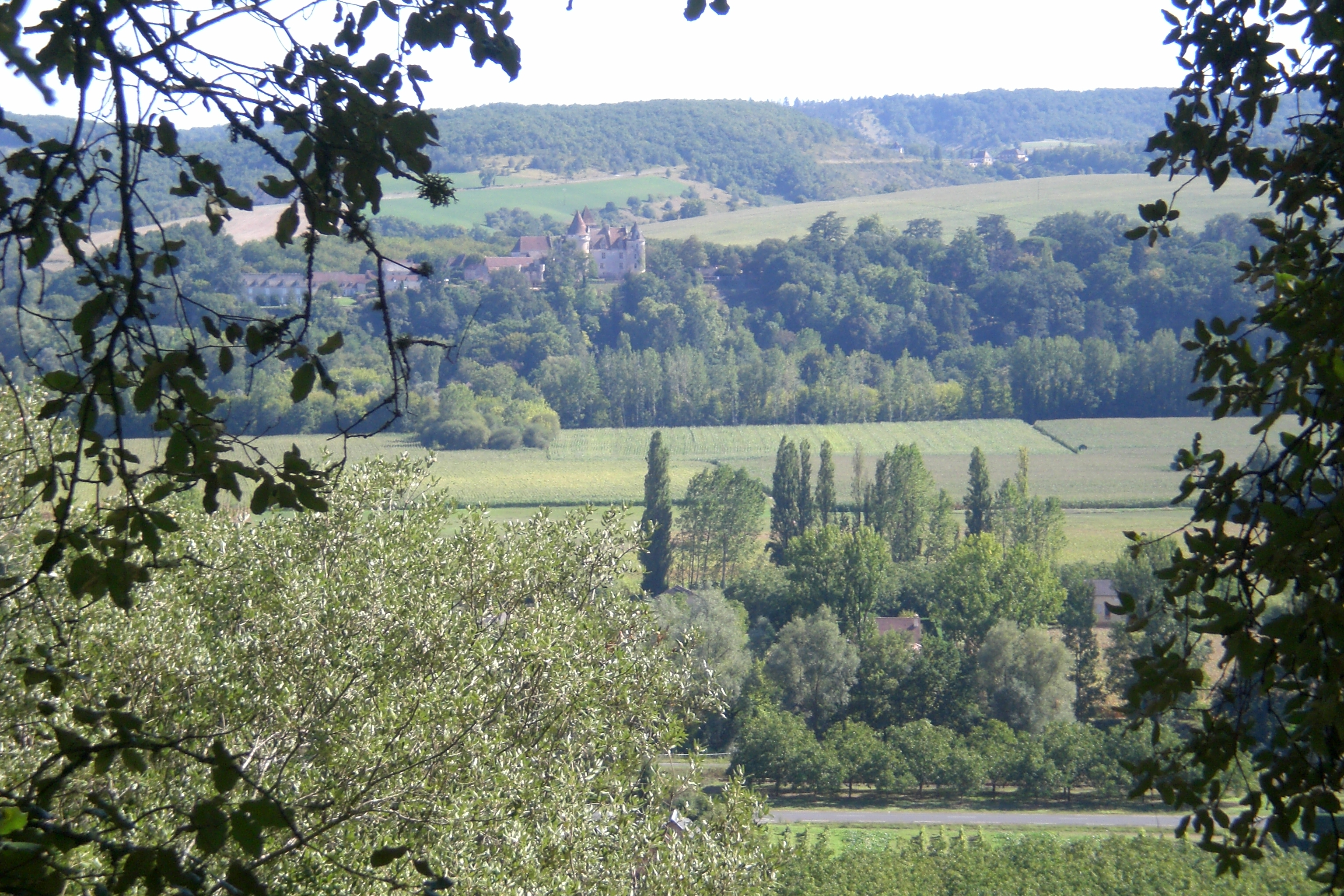
Le château des Milandes perçu depuis les coteaux de Saint-Vincent-de-Cosse.

### Personnalités liées à la commune
- Antoine Casimir de Mirandol (1759-?), homme politique français prend possession du domaine de Monrecour.
- (Antoine) Georges Escande (1847-1928), homme politique français, né à Saint-Vincent-de-Cosse[85].
- Louis Delluc (1894-1974), écrivain en français et en occitan, a été nommé instituteur à Saint-Vincent-de-Cosse où il a enseigné pendant vingt-cinq ans.
- Lucien Laval (1903-1969), coureur cycliste, né et mort à Saint-Vincent-de-Cosse.
- Jean-Luc Joinel (1953), joueur de rugby à XV, né à Saint-Vincent-de-Cosse[86].

## Pour approfondir